# منتخب سانت مارتن لكرة القدم
منتخب سانت-مارتين لكرة القدم (بالفرنسية: Équipe de Saint-Martin de football)‏ هو ممثل سانت مارتن الرسمي في المنافسات الدولية في كرة القدم في فئة كرة القدم للرجال.